# HP Prime

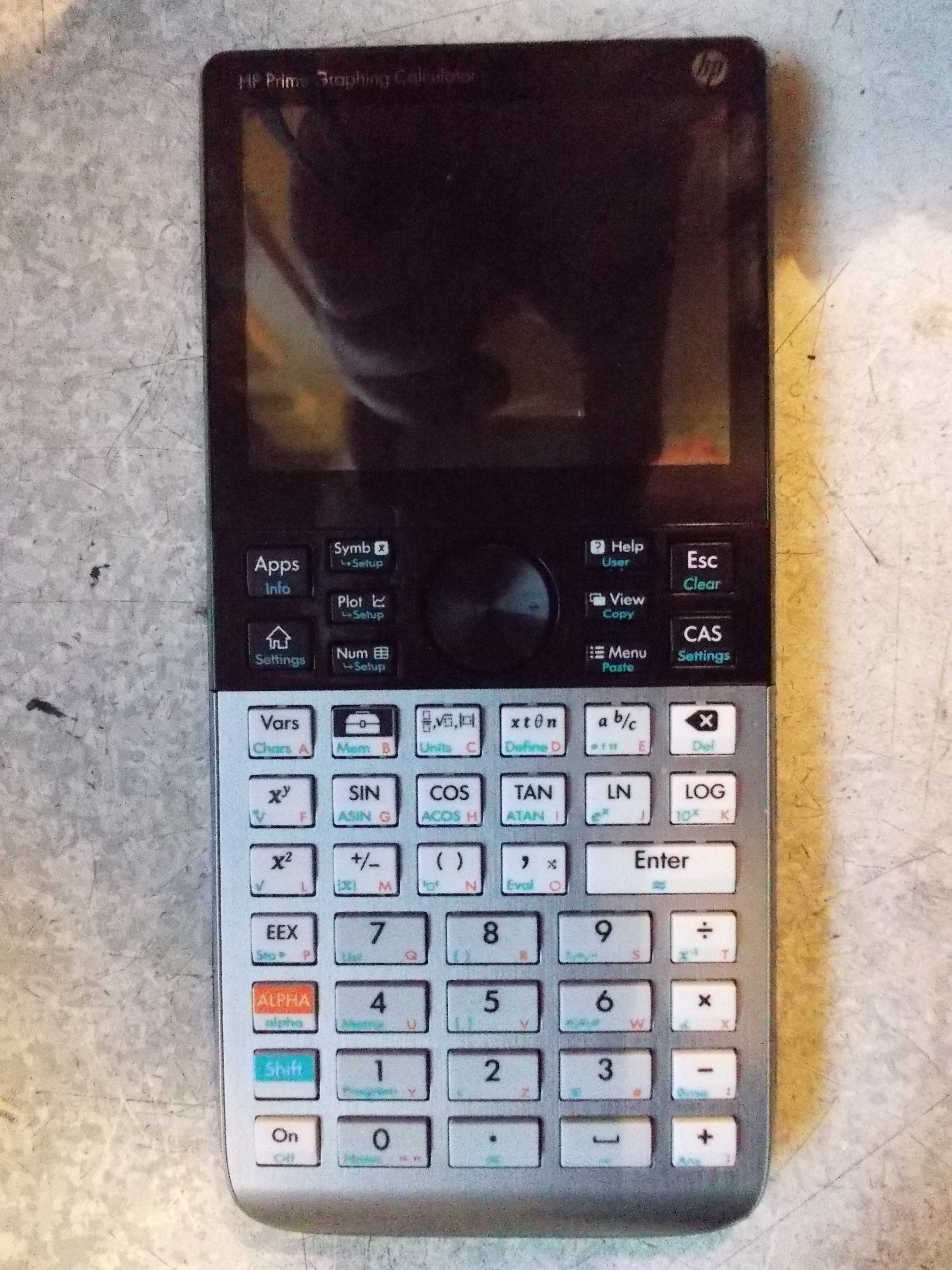
HP Prime

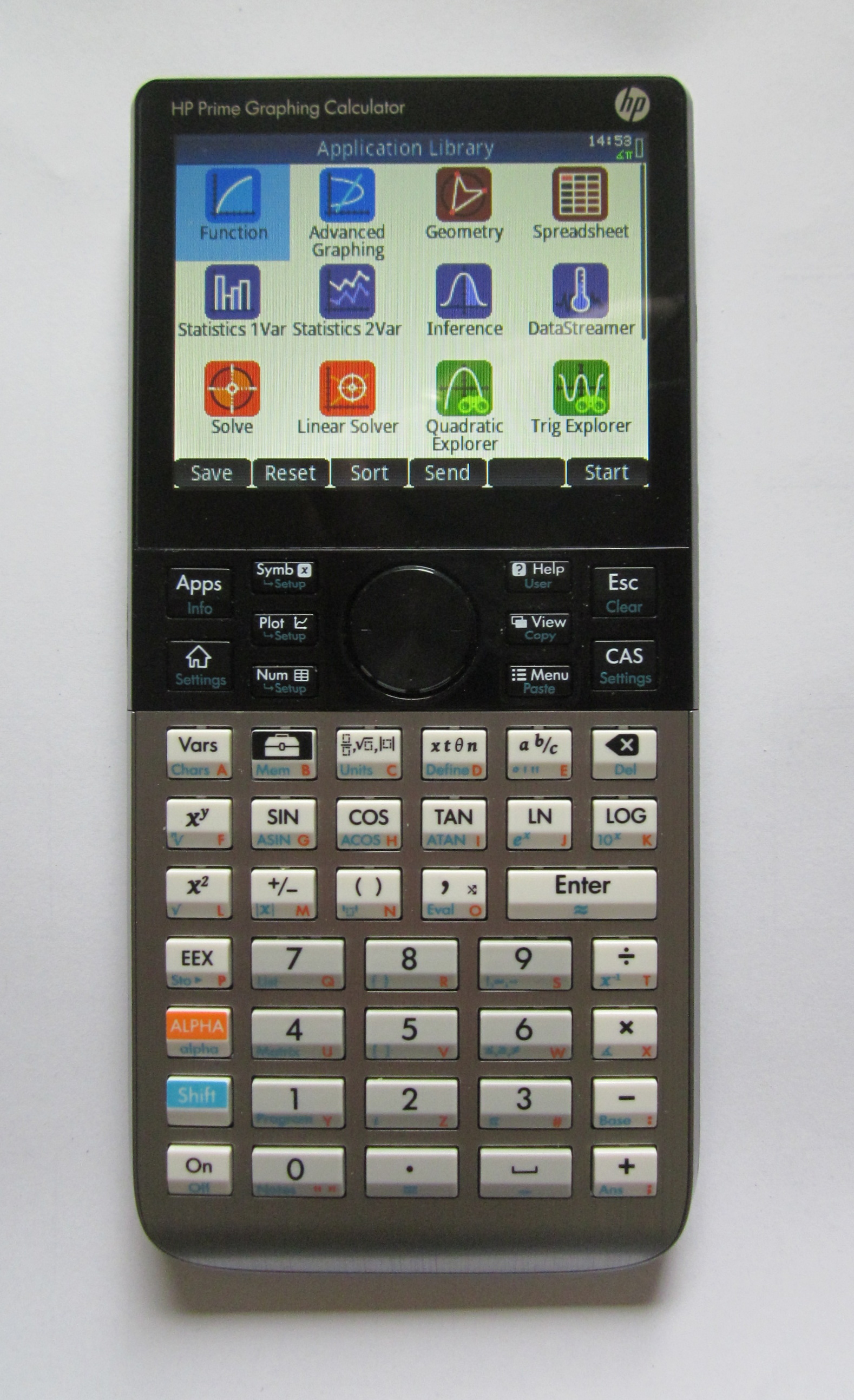
HP Primeでアプリケーション一覧を表示

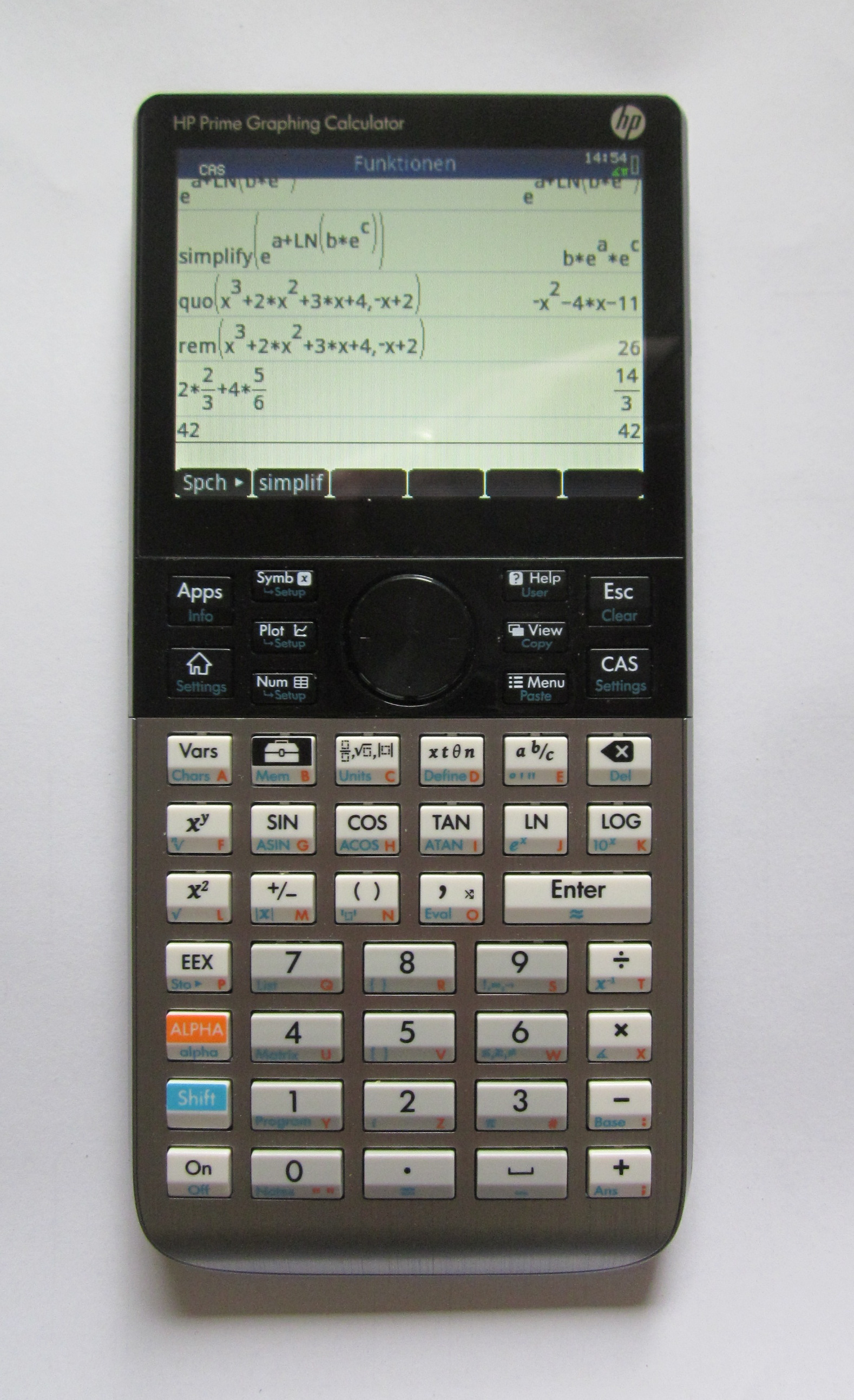
HP PrimeでCASを使っているところ

HP Primeはヒューレット・パッカード(HP)社によるグラフ電卓である。2013年10月に発売された。 
同社のフラッグシップモデル HP 50gとHP 39gIIが、テキサス・インスツルメンツのTI-Nspireシリーズに性能的に劣っていたためHP Primeが開発された。HP50gやHP39gII などのSaturnプロセッサあるいはそのエミュレータを内蔵した機種との互換性はない。
本機はスマートフォンと似た機能（タッチスクリーン、アプリのインストール）を搭載している他、2つの表示モードであるホーム表示とCASビューを持っている。この2つの表示は素早く切替可能で、この素早さはCASモデルとCASなしモデルの両方を分けて販売している競合他社の電卓にはないものである。また、本機のPC用エミュレーターも存在する。
CASはフリーかつオープンソースの Xcas/Giac 1.1.2 エンジンを搭載している。このCASエンジンは、HP 49/50 シリーズに搭載されたCASシステムの主任開発者を務めたベルナルド・パリッセ(Bernard Parisse)によって開発された。
本機は1500mAhのバッテリーを搭載し、1度の充電で最長15時間稼働する。2016年現在、本機は縦18.23cm×幅8.58cmの世界で最も小型で薄いCAS電卓であり、厚みは1.39cmである。

## 技術仕様
- CPU：
  - G1：Samsung S3C2416XH-40 (ARM926EJ-S core) 400 MHz
  - G2：NXP i.MX 6ULL MCIMX6Y2 (Cortex A7 core) 528 MHz
- ディスプレイ：16bitフルカラー マルチタッチパネル付きTFT液晶
- 画面解像度：320×240画素（対角3.5インチ/8.9 cm）
- 外部入出力：USB On-The-Go 用 micro USB ABレセプタクル端子
- 重量：228 g
- 寸法：18.23 cm × 8.58 cm × 1.39 cm

## 試験モード(Exam Mode)
HP Primeは試験モードという機能を持っている。この機能は特定の時間（15分から8時間）の間、電卓の各種機能（CAS機能、ユーザーが作成したアプリ、ノートなど）を選択的に使用不可能にする。
この電卓の一番上にあるLEDは、試験モード時に点灯し、試験監督に試験モードに入っていることを知らせる。
基本モードのときは他のHP PrimeあるいはPCと接続しないとこのモードを解除することはできない。しかし、基本モードの場合、テストモード前に作成した自作データが見られなくなるだけで、CASを含む
全ての機能が使えてしまう。
カスタムモードの場合、工場出荷設定のままでは何も制限しておらず、設定を変更することによって選択的に電卓の機能を制限できる。つまり、意識的にCASを禁止に設定しないと、テストモードでもCASが使えてしまう。しかも設定次第で試験モードを手動で解除できるように設定できたりもする。
このように、CASを確実に禁止することはできない。そのためか、HP Prime は多くの試験で未だに使用禁止にされている。例えば、アメリカ合衆国の大学入学試験 ACT (試験)には持ち込めない。
しかし、オランダのCvTE (試験)、スイスのIB（国際バカロレア）、カナダのアルバータ州教育局によって行われる試験ではHP Primeを受け入れ始めている。

## プログラミング
HP Primeのホーム表示（CAS使用不可）は、テキストブック入力（教科書表示入力）、アルジェブレイク入力（コンピューター言語のように文字列だけで数式入力）、128レベルRPN（Advanced RPN）入力をサポートしている。しかしながら、HP Primeの新しいOSはHP社の以前のRPN/RPLグラフ電卓（HP-28 シリーズ、HP 48 シリーズ、HP 49/50 シリーズ）で使われた古いSaturn CPUやSaturnをエミュレーションするシステムと関連していない。それゆえにUser RPLとSystem RPLとの互換性は完全にない。さらにSaturnアセンブリ言語とARMv4Tアセンブリ言語との互換性もない。
HP Primeは新しいプログラミング言語をサポートしている。HP PPLと命名されたPascal風のプログラミング言語である。HP PPLはアプリの作成も可能である。
HP PPLは Hewlett-Packard Prime Programming Language の略であるが、HP BASICを元にしている。HP BASICはHP 38Gとその後継機種に搭載された言語である。

## ハードウェア・リビジョンとモデルの種類
2013年に生産された最初のモデル(NW280AA)はハードウェア・リビジョンをAとしている。リビジョンAはワイヤレス通信、Prime同士をUSBで接続する機能、データストリーミング（実験などで使うセンサーからデータを入力する機能）をサポートしていない。
2014年5月に発売された2番目に製造されたモデル(G8X92AA)はハードウェア・リビジョンをCとしている。このモデルは最初に生産されたモデルに欠けていた機能をサポートしている。
- ワイヤレス通信（HP Prime Wireless Kit (FOK65AA)[5]）
- Prime同士をUSBで接続する機能（USB On-The-Goを使用）
- データストリーミング（HP StreamSmart 410 (NW278AA) 4ポートデータストリーマー[6]）

以上の3機能をサポートするようになった。
ワイヤレス通信に使う Wireless Kit(FOK65AA)はPCと接続するベースステーションと30個のワイヤレスモジュールを同梱している（つまりベースステーションに接続できるHP Primeは30台まで）。教室で使うことを想定しており、教師のPCにベースステーションを接続し、生徒のHP Primeにワイヤレスモジュールを装着する。教師のPCからベースステーションを通じてデータを生徒のHP Primeへ送信したり、逆に生徒のHP Primeからデータを受け取ることもできる。
2016年8月に発売された3番目に製造されたモデルはキーボードを読みやすくするために濃い青とオレンジ色を使った色調になった。このモデルは変更があったにも関わらず、モデル番号を以前と同じG8X92AAとし、ハードウェア・リビジョンもCとしている。
2018年7月、HP社は新しいモデル(2AP18AA、ハードウェア・リビジョンはD)を発表した。このモデルの大きな特徴はCPUをNXPのi.MX 6ULL MCIMX6Y2 (ARM Cortex-A7)に変更した事であり、これにより速度が従来モデルの3倍にまで向上している。加えてRAMとフラッシュROMの容量も増加されており(RAM：32MB→256MB、フラッシュROM：256MB→512MB)FreeRTOSが搭載された。本モデルは筐体裏側に「G2」と刻印されている。

## ファームウェア・バージョン
英語版を参照。